# RBD
RBD — мексиканская поп-группа, которая приобрела популярность благодаря теленовеле Televisa "Rebelde" (2004–2006). В состав группы входили: Анаи, Дульсе Мария, Майте Перрони, Альфонсо Эррера, Кристофер Укерман и Кристиан Чавес. Группа добилась международного успеха с 2004 года до своего распада в 2009 году и продала более 15 миллионов альбомов по всему миру, став одной из самых продаваемых латинских музыкальных групп всех времён.
В ноябре 2004 года группа выпустила свой дебютный студийный альбом "Rebelde", который имел большой успех. В сентябре 2005 года группа выпустила второй альбом "Nuestro Amor", который принес им первую номинацию на премию Latin Grammy в 2006 году. В 2006 году группа выпустила третий альбом "Celestial", который стал их первым альбомом, выпущенным одновременно во всех странах. Сингл с альбома "Ser o Parecer" возглавил чарт Billboard Hot Latin Songs на протяжении двух недель подряд. В том же году группа выпустила четвёртый альбом, а также свой первый англоязычный проект под названием "Rebels". В 2007 году был выпущен пятый альбом "Empezar Desde Cero", который был номинирован на премию Latin Grammy. В 2009 году группа выпустила шестой и последний альбом "Para Olvidarte De Mí".
RBD официально сформировалась 30 октября 2004 года, а 15 августа 2008 года объявила в пресс-релизе, что распадется 10 марта 2009 года. В сентябре 2020 года группа объявила о воссоединении для виртуального шоу в декабре, а их музыка была выпущена на цифровых платформах в том же месяце. Четыре оригинальных участника вернулись: Майте Перрони, Анаи, Кристофер Укерман и Кристиан Чавес. Почти через три года, 19 января 2023 года, они объявили о возвращении всех участников для единственного тура под названием "Soy Rebelde Tour", за исключением Альфонсо Эрреры.

## Участники
- Анаи – (2004–2009, 2020-2023)
- Кристиан Чавес – (2004–2009, 2020-2023)
- Майте Перрони – (2004–2009, 2020-2023)
- Кристофер Укерман – (2004–2009, 2020-2023)
- Дульсе Мария – (2004–2009, 2020-2023)
- Альфонсо Эрерра – (2004–2009)

## Дискография
| Студийные альбомы - Rebelde (2004) - Nuestro Amor (2005) - Celestial (2006) - Empezar Desde Cero (2007) - Para Olvidarte De Mí (2009) | - Rebelde (Edição Brasil) (2005) - Nosso Amor Rebelde (2006) - Celestial (Versão Brasil) (2006) - Rebels (2006) |